# Camille Kostek
Camille Kostek est une mannequin, actrice et femme d'affaires américaine,, née le 19 février 1992 à Killingworth (Connecticut).
Elle est d'abord connue pour ses apparitions dans le numéro de Sports Illustrated Swimsuit et elle acquiert une renommée internationale après avoir décroché une couverture solo avec le magazine en 2019.

## Vie privée
Depuis 2015, Kostek est en couple avec le joueur de football américain Rob Gronkowski. Ils vivent à Foxborough, dans le Massachusetts, et à Tampa, en Floride.

## Filmographie
- 2018 : I Feel Pretty de Abby Kohn (en) et Marc Silverstein (en) : une hôtesse
- 2020 : Coup de foudre en talons aiguilles (Fashionably Yours) (téléfilm) de Nimisha Mukerji (en) : Sam
- 2021 : Free Guy de Shawn Levy : Bombshell